# Parafia Niepokalanego Serca Najświętszej Maryi Panny w Milczy
Parafia Niepokalanego Serca Najświętszej Maryi Panny w Milczy – parafia rzymskokatolicka znajdująca się w archidiecezji przemyskiej w dekanacie Jaćmierz.

## Historia
Przed I wojną światową w Milczy czyniono przygotowania do budowy kościoła. W 1958 roku podjęto decyzję o budowie kościoła, ale władze państwowe nie wyraziły zgody. W marcu 1972 roku Józef Królicki postanowił zbudować budynek gospodarczy, który później miał być zamieniony na kaplicę. Gdy pozwolenie zostało wstrzymane, w maju mieszkańcy całej wsi  zbudowali murowany kościół, według projektu arch. inż. Ludwika Grzybowskiego. Milicja cały czas utrudniała budowę, a wiernych ukarano sądownie. 1 października 1972 roku bp Ignacy Tokarczuk poświęcił kościół pw. Niepokalanego Serca Najświętszej Maryi Panny.
W 1972 roku dekretem bpa Ignacego Tokarczuka została erygowana parafia w Milczy, z wydzielonego terytorium parafii Besko. 
W 1973 roku zbudowano plebanię. 10 listopada 1974 roku do kościoła został sprowadzony łaskami słynący obraz Matki Bożej Sokalskiej. W 1978 roku podczas pożaru został uszkodzony dach kościoła, a następnie dobudowano zakrystię. 

Na terenie parafii jest 987 wiernych.
Proboszczowie parafii:
1972–1980. ks. Marian Przewrocki
1980–1994. ks. Mieczysław Szela.
1994–1995. ks. Tadeusz Jakubiński.
1995–2004. ks. Władysław Pawełek.
2004– nadal ks. Józef Niezgoda.